# Campeonato Mundial de Ciclocrós de 2012
El LXIII Campeonato Mundial de Ciclocrós se celebró en Koksijde (Bélgica) el 29 de enero de 2012 bajo la organización de la Unión Ciclista Internacional (UCI) y la Federación Belga de Ciclismo.

## Medallistas
| Evento    | Oro                         | Plata                               | Bronce                  |
| --------- | --------------------------- | ----------------------------------- | ----------------------- |
| Masculino | Niels Albert · Bélgica      | Rob Peeters · Bélgica               | Kevin Pauwels · Bélgica |
| Femenino  | Marianne Vos · Países Bajos | Daphny van den Brand · Países Bajos | Sanne Cant · Bélgica    |

### Masculino
| Puesto            | Ciclista         | País            | Tiempo  |
| ----------------- | ---------------- | --------------- | ------- |
| Medalla de oro    | Niels Albert     | Bélgica         | 1:06:07 |
| Medalla de plata  | Rob Peeters      | Bélgica         | 1:06:31 |
| Medalla de bronce | Kevin Pauwels    | Bélgica         | 1:06:37 |
| 4                 | Tom Meeusen      | Bélgica         | 1:06:41 |
| 5                 | Bart Aernouts    | Bélgica         | 1:06:42 |
| 6                 | Klaas Vantornout | Bélgica         | 1:07:16 |
| 7                 | Sven Nys         | Bélgica         | 1:07:18 |
| 8                 | Radomír Šimůnek  | República Checa | 1:08:22 |

### Femenino
| Puesto            | Ciclista             | País            | Tiempo |
| ----------------- | -------------------- | --------------- | ------ |
| Medalla de oro    | Marianne Vos         | Países Bajos    | 41:04  |
| Medalla de plata  | Daphny van den Brand | Países Bajos    | 41:41  |
| Medalla de bronce | Sanne Cant           | Bélgica         | 41:42  |
| 4                 | Sanne van Paassen    | Países Bajos    | 41:53  |
| 5                 | Katherine Compton    | Estados Unidos  | 41:57  |
| 6                 | Nikki Brammeier      | Reino Unido     | 42:07  |
| 7                 | Sophie de Boer       | Países Bajos    | 42:09  |
| 8                 | Kateřina Nash        | República Checa | 42:15  |